# ユルゲン・コーラー
ユルゲン・コーラー（Jürgen Kohler、1965年10月6日 - ）は、ドイツ（旧西ドイツ）・ランプスハイム出身の元サッカー選手。選手時代のポジションはディフェンダー。マンマークをさせれば世界一の実力と評価されるなど、現役時代は「世界最高のストッパー」の異名で知られたディフェンダーであった。

## クラブ経歴
1977年、地元のクラブチームであるTBヤーン・ランプシャイムでキャリアをスタート。SVヴァルトホーフ・マンハイム在籍中、西ドイツ代表としてデビューを飾る。翌年には当時ドイツ・ブンデスリーガのトップチームであった1.FCケルンへ移籍。クリストフ・ダウム監督の下、着実に評価を高め、1989年にはバイエルン・ミュンヘンに移籍し、着実にドイツを代表するプレーヤーへと成長を遂げた。
1991-92シーズンにはセリエA・ユヴェントスFCへの移籍を果たし、マンツーマンディフェンスを重視するジョバンニ・トラパットーニ監督の下、全幅の信頼を獲得し、世界最高のストッパーと称され、1992-93シーズンにはUEFAカップ優勝に貢献、またセリエAでは最優秀外国人選手賞を獲得する。1994-95シーズンから就任したマルチェロ・リッピ監督の下では、やや出場機会を減らしたが、安定した守備でセリエA優勝に貢献した。
1995-96シーズン、ボルシア・ドルトムントに移籍、このシーズンリーグ優勝を果たした。1996-97シーズン、チャンピオンズリーグ準決勝、マンチェスター・ユナイテッド戦において、ベッカム、エリック・カントナ、ライアン・ギグスの繰り出すシュートをゴールライン上で、その全てを様々な体勢（1度はピッチに倒れたまま）からブロックし危機を救った。この活躍がドイツのサッカーファンの心を打ち、「ユルゲン・コーラー、サッカーの神!」（"Jürgen Kohler, Fussballgott!"）とドルトムントサポーターたちが謳う様になった。決勝では古巣ユベントスを3-1と破り優勝を果たした。これらの活躍により、1997年のドイツ最優秀選手に選出された。現役最後の年となった、2001-02シーズン、絶体的なレギュラーではなかったが、リーグ戦22試合に出場、1FCケルン戦では試合終了間際に得点を決めるなど、このシーズンのリーグ制覇に貢献した。現役最後の試合となった、UEFAカップ決勝のフェイエノールト戦では、一発退場処分という結果となった。ドルトムントでは、通算250試合13得点。

## 代表経歴
代表としては、1986年9月26日、デンマークとの親善試合で代表デビュー。1988年の欧州選手権では、準決勝まで進出したが、準決勝のオランダ戦で、マルコ・ファン・バステンへのファールを取られ、PKを献上、これをロナルド・クーマンに決められると、その後ファン・バステンに決勝点を奪われて敗戦した。
1990年にはワールドカップ・イタリア大会、グループリーグでは控え選手であったが、決勝トーナメントからレギュラーとして起用され、優勝に貢献。1992年の欧州選手権では、決勝を含む全試合に出場、決勝でデンマークに敗れ、準優勝。1994年のワールドカップ・アメリカ大会出場。
1996年のUEFA欧州選手権1996では、キャプテンとして初戦のチェコ戦で先発したが、僅か14分で負傷交代、チームは優勝を果たしたが、以降の試合には出場出来なかった。1998年のワールドカップ・フランス大会に出場、準々決勝のクロアチア戦に出場して、敗戦、この試合が代表最後の試合となった。

## 引退後
引退後、ドイツU-21代表監督、バイエル・レバークーゼンのスポーツディレクター、MSVデュースブルク監督などを歴任したが、いずれも良い結果を残すことは出来ず、全て短期間で退いていた。
2008年の夏よりドイツ3部に所属するVfRアーレンの監督に就任したが、わずか3カ月で辞任。同クラブのスポーツディレクターに就任している。

## その他
クラブや代表チームにおける、マルコ・ファン・バステンとのピッチ上での対決がよく知られているが、1988年の欧州選手権ではPKを与え、1得点を許したが、以降の対戦では、殆ど、ファン・バステンを抑え込むことに成功した。

## 代表歴

### 出場大会
- 西ドイツ/ドイツ代表
  - UEFA欧州選手権1988 (ベスト4)
  - 1990 FIFAワールドカップ (優勝)
  - 1994 FIFAワールドカップ (ベスト8)
  - UEFA欧州選手権1996 (優勝)
  - 1998 FIFAワールドカップ (ベスト8)

### 試合数
- 国際Aマッチ 105試合 2得点（1986年-1998年）[7]

| ドイツ代表 | 国際Aマッチ | 国際Aマッチ |
| 年         | 出場        | 得点        |
| ---------- | ----------- | ----------- |
| 1986       | 2           | 0           |
| 1987       | 9           | 0           |
| 1988       | 11          | 0           |
| 1989       | 2           | 0           |
| 1990       | 10          | 0           |
| 1991       | 6           | 0           |
| 1992       | 10          | 0           |
| 1993       | 10          | 0           |
| 1994       | 13          | 0           |
| 1995       | 5           | 0           |
| 1996       | 10          | 1           |
| 1997       | 7           | 0           |
| 1998       | 10          | 1           |
| 通算       | 105         | 2           |

## 獲得タイトル
- FIFAワールドカップ優勝:1回 1990
- UEFA欧州選手権
  - 優勝:1回 1996
  - 準優勝:1回 1992
- UEFAチャンピオンズリーグ優勝:1回　1997
- UEFAカップ
  - 優勝:1回　1993
  - 準優勝:1回　2002
- ドイツ・ブンデスリーガ優勝:3回　1990、1996、2002
- セリエA優勝:1回　1995
- コッパ・イタリア優勝:1回　1995
- イタリア・スーパーカップ優勝:1回　1995

## 個人タイトル
- UEFA欧州選手権1992 ベストイレブン
- ドイツ年間最優秀サッカー選手賞 : 1997
- キッカー年間ベストイレブン : 1986–87, 1987–88, 1988–89, 1990–91, 1998–99, 2000–01